# STS-51-L
إس تي إس-51-إل (بالإنجليزية: STS-51-L)‏ الرحلة رقم 25 ضمن برنامج الفضاء الأمريكي، والرحلة رقم 10 على متن مكوك الفضاء شالنجر، ثبت المكوك قبل اطلاقة على المنصة رقم ب-39 في مركز كينيدي للفضاء في ولاية فلوريدا، أطلق المكوك بتاريخ 28 يناير سنة 1986 وانفجر بعد اطلاقة ب73 ثانية تدمر المكوك بعد إطلاقة وتوفي جميع افراد طاقمة المكون من 7 رواد، وقد سمي حدث التحطم بكارثة مكوك الفضاء شالنجر (بالإنجليزية: Space Shuttle Challenger disaster)‏، شُكلت لجنة عرفت بلجنة روجرز لمعرفة اسباب تحطم المكوك، وخلص التقرير أن سبب التحطم يعود إلى وقوع خطأ أثناء تصميم المكوك، حيث تم ربط أجزاء المكوك بدوائر من المطاط مما أدى إلى تفكك المكوك في الجو بعد تشقق الدوائر في درجات الجو المنخفضة الحرارة واندفاع المكوك السريع.
كان هدف الرحلة الرئيسي جمع معلومات عن مذنب هالي الذي شوهد خلال سنة 1986 ولايشاهد الا مره واحدة كل 76 عاماً، انطلقت الرحلة بعد تأجيلها ثلاث مرات سابقة.

## تداعيات وردود فعل
خيم الحزن على سكان الولايات المتحدة، بعد الحادث والذي وصف أنه واحد من أبشع حوادث الفضاء، وهو مادفع الرئيس الأمريكي آنذاك رونالد ريغان، إلى تكوين لجنة لبحث سبب الحادث برئاسة وزير الخارجية الأمريكي بين عاميّ 1969-1973 وليام روجرز وضمت عدد من المختصين ورواد فضاء سابقين.